# تورتوليس دي إسكويفا
بلدية تورتوليس دي إسكويفا (بالإسبانية: Tórtoles de Esgueva)‏, هي إحدى بلديات مقاطعة برغش, التي تقع في منطقة قشتالة وليون, والتي تقع في شمال غرب إسبانيا.
يبلغ عدد سكانها 529 نسمة وفقاً لإحصائية سنة (2002).